# The Animate and the Inanimate
 (août 2007).
The Animate and the Inanimate est le principal livre du mathématicien américain William James Sidis.
Il traite de la possibilité d'un "univers à rebours" (reverse universe) en s'appuyant notamment sur la seconde loi de la thermodynamique. Sidis l'écrit avant 21 ans, et hésite à le publier : la première édition datera de 1925. Le livre ne connaitra pas le succès planétaire auquel son contenu brillant semblait le prédisposer. Il fait référence dans sa préface au physicien anglais (qui était irlandais) William Thomson ; et le livre suit de là son cours dans un style discret.
Dan Mahony l'a découvert le premier avant qu'il ne soit tombé dans un oubli fatal : il se trouve que Sidis y a conjecturé des théories scientifiques très en avance sur son temps. Mahony a fait connaitre le livre à un ancien camarade de classe de Sidis à Harvard, l’architecte Richard Buckminster Fuller. Celui-ci, dans une lettre datant de 1979 à l'un de ses amis, se dit "enthousiasmé" et "joyeux", voyant dans l'ouvrage une "pièce cosmologique magistrale". Sidis y évoque le premier les trous noirs, qui sont à la base de la cosmologie actuelle. Il inclut dans son travail très sérieux des considérations biologiques, mathématiques et métaphysiques, et fait notamment référence à Kant.
The Animate and the Inanimate est un livre difficile d'accès, comme peuvent l'être les Principia mathematicae de Newton, et ne concerne donc qu’un public initié, si ce n'est de physiciens avertis.

## Extraits en anglais
"Our previous consideration on the production of radiant energy from the stars indicates that such production of radiant energy is only possible where the second law of thermodynamics is followed, that is, in a positive section of the universe. In a negative section of the universe the reverse process must take place; namely, space is full of radiant energy, presumably produced in the positive section of space, and the stars use this radiant energy to build up a higher level of heat. All radiant energy in that section of space would tend to be absorbed by the stars, which would thus constitute perfectly black bodies; and very little radiant energy would be produced in that section of space, but would mostly come from beyond the boundary surface. What little radiant energy would be produced in the negative section of space would be pseudo-teleologically directed only towards stars which have enough activity to absorb it, and no radiant energy, or almost none, would actually leave the negative section of space. The peculiarity of the boundary surface between the positive and negative sections of space, then, is, that practically all light that crosses it, crosses it in one direction, namely, from the positive side to the negative side. If we were on the positive side, as seems to be the case, then we could not see beyond such surface, though we might easily have gravitational or other evidence of bodies existing beyond that surface."―CHAP XII, 60-61
Le livre est assez bref, mais très clair et son contenu est brillant tout entier. Beaucoup de domaines de la connaissance s'y trouvent embrassés, et même la psychologie, la métaphysique et la religion. L'argumentation de Sidis s'appuie particulièrement en mathématiques sur la théorie des probabilités.
Il peut être également utile de dresser le plan de ce monumental traité :